# Goodbye to Yesterday (No-Angels-Lied)
Goodbye to Yesterday (dt.: Abschied von Gestern) ist ein Lied der deutschen Pop-Girlgroup No Angels aus dem Jahr 2007. Das Lied wurde von den schwedischen Musikern Niclas Molinder, Joacim Persson, Pelle Ankarberg und David Jassy für Destiny (2007), das vierte Studioalbum der Band geschrieben, und am 16. März 2007 als erste Single nach der Trennung der No Angels im Jahr 2003 veröffentlicht. Sie erreichte Platz vier der deutschen Singlecharts.

## Hintergrund
Goodbye to Yesterday wurde von den schwedischen Musikern Niclas Molinder, Joacim Persson, Pelle Ankarberg und David Jassy komponiert und speziell für Destiny (2007), das vierte No-Angels-Album, verfasst. Die vier Komponisten hatten zuvor bereits an Pure (2003), dem letzten Studioalbum vor Auflösung der Band im Jahr 2003, mitgewirkt und die beiden Lieder Eleven Out of Ten und Feelgood Lies beigesteuert. Goodbye to Yesterday war so auf Anfrage von A&R Manager Niklas Hafeman entstanden. Molinder und Persson traten unter ihrem Pseudonym Twin auch als Produzenten des Liedes in Erscheinung. Die Gitarren spielten Klas Olofsson, Persson und Niko Valsamidis ein, den Bass Tobias Eichelberg. Als Abmischer fungierte Andreas Herbig, als Toningenieur Eichelberg.

## Musikvideo

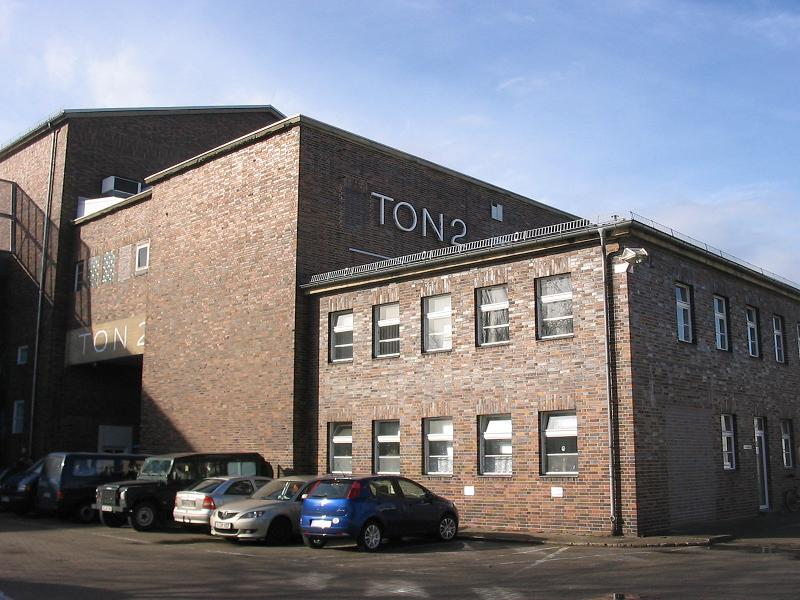
Das Video zu Goodbye to Yesterday entstand in den Berlin Union Studios in Berlin-Tempelhof.

Das Musikvideo zu Goodbye to Yesterday wurde am 9. Februar 2007 in den Berlin Union Studios in Berlin-Tempelhof gedreht. Für die Regie konnte Musikvideoregisseur Marcus Sternberg verpflichtet werden, der zuvor bereits in den Jahren 2002 bis 2003 verschiedene Clips für die Band realisiert hatte. Der Dreh dauerte insgesamt 17 Stunden und kostete 90.000 Euro, die die Bandmitglieder selbst bezahlten. Alle Bandmitglieder singen eine Strophe allein, sind beim Refrain jedoch zusammen zu sehen. Am 22. Februar 2007 wurde das Video auf ProSieben erstausgestrahlt. Zusätzlich erschien Ende März ein Video zum Milan East RMX der Single, das auch Szenen vom Videodreh beinhaltete.

## Single
Maxi-Single
| Nr. | Titel                                        | Autor(en)                                                     | Produzent(en)                                | Länge |
| --- | -------------------------------------------- | ------------------------------------------------------------- | -------------------------------------------- | ----- |
| 1.  | Goodbye to Yesterday (Radio Edit)            | Pelle Ankarberg, David Jassy, Niclas Molinder, Joacim Persson | Twin                                         | 3:29  |
| 2.  | Goodbye to Yesterday (Milan East Remix)      | Ankarberg, Jassy, Molinder, Persson                           | Twin, Milan East (a)                         | 5:14  |
| 3.  | Goodbye to Yesterday (Klaas Remix Short Cut) | Ankarberg, Jassy, Molinder, Persson                           | Twin, Klaas Gerung (a)                       | 4:19  |
| 4.  | Goodbye to Yesterday (Black Dog Remix)       | Ankarberg, Jassy, Molinder, Persson                           | Twin, Roland Spremberg (a), Stephan Gade (a) | 3:49  |
| 5.  | Goodbye to Yesterday (Instrumental)          | Ankarberg, Jassy, Molinder, Persson                           | Twin                                         | 3:29  |

2-Track-Single
| Nr. | Titel                                  | Autor(en)                           | Produzent(en)                 | Länge |
| --- | -------------------------------------- | ----------------------------------- | ----------------------------- | ----- |
| 1.  | Goodbye to Yesterday (Single-Version)  | Ankarberg, Jassy, Molinder, Persson | Twin                          | 5:14  |
| 2.  | Goodbye to Yesterday (Black Dog Remix) | Ankarberg, Jassy, Molinder, Persson | Twin, Spremberg (a), Gade (a) | 3:49  |

## Mitwirkende
- Pelle Ankarberg – Komponist, Piano
- Nadja Benaissa – Gesang
- Boogieman – Abmischung
- Niclas Bosson – Bassgitarre
- Lucy Diakovska – Gesang
- Tobias Eichelberg – Toningenieur
- David Jassy – Komponist
- Niclas Molinder – Komponist
- Sandy Mölling – Gesang
- Klas Olofsson – Gitarre
- Joacim Persson – Gitarre, Komponist
- Vincent Sorg – Mastering
- Twin – Arrangeur, Musikproduzent
- Niko Valsamidis – Gitarre
- Jessica Wahls – Gesang[2]

## Rezeption

### Charts und Chartplatzierungen
Goodbye to Yesterday wurde am 16. März 2007 als erste Auskopplung des Albums Destiny (2007) veröffentlicht. In den deutschen Singlecharts stieg der Song als elfter Top-Ten-Hit der Band auf Platz vier ein. Das Lied erreichte ferner Position 14 der deutschen Airplaycharts. In den Jahrescharts 2007 konnte sich die Single auf Rang 97 platzieren. In der Schweiz erreichte der Titel als erster Top-20-Eintrag seit Still in Love with You (2002) Platz 16 der Schweizer Hitparade. Goodbye to Yesterday verbrachte dort acht Wochen in den Charts. In Österreich war das Lied die erste No-Angels-Single seit All Cried Out (2002), welche nicht die Top 20 der Ö3 Austria Top 40 erreichte, sich jedoch auf Position 21 platzierte.
| ChartsChartplatzierungen | Höchstplatzierung | Wochen |
| ------------------------ | ----------------- | ------ |
| Deutschland (GfK)        | 4 (9 Wo.)         | 9      |
| Österreich (Ö3)          | 21 (6 Wo.)        | 6      |
| Schweiz (IFPI)           | 16 (8 Wo.)        | 8      |

| ChartsJahrescharts (2002) | Platzierung |
| ------------------------- | ----------- |
| Deutschland (GfK)         | 97          |